# Den lilla trumslagarflickan
Den lilla trumslagarflickan är en spänningsroman skriven 1983 av John le Carré med titeln The Little Drummer Girl, som även gavs ut i svensk översättning samma år. Romanen skildrar skeenden och händelser inom underrättelsetjänstens värld, och utspelar sig bl.a i Grekland, Tyskland och London. 
Boken inspirerade redan året efter till en filmatisering, genomförd på ett flertal platser i autentisk miljö, med ytterligare en filmatisering, denna gång som TV-serie 2018.

## Filmatiseringar
- 1984 – The Little Drummer Girl
- 2018 – The Little Drummer Girl (TV-serie)